# Библиотечная Ассамблея Евразии
Библиотечная Ассамблея Евразии, БАЕ (англ. Library Assembly of Eurasia, LAE) — некоммерческое партнёрство, объединяющее ведущие библиотеки стран СНГ. Штаб-квартира БАЕ расположена в Москве, в Российской государственной библиотеке.

## История и деятельность
Библиотечная Ассамблея Евразии была основана 27 ноября 1992 года по инициативе руководителей национальных библиотек постсоветского пространства, президентами библиотечных ассоциаций и объединений. Среди учредителей были также общества книголюбов, издательские организации стран бывшего СССР и др. БАЕ стала одним из первых профессиональных объединений на постсоветском пространстве.
В 1996 г. зарегистрирована Минюстом РФ как международный союз общественных объединений «Библиотечная Ассамблея Евразии». С 2003 года существует в форме некоммерческого партнёрства. Главная заявленная цель БАЕ — культурное и информационно-библиотечное взаимодействие на постсоветском пространстве.
Ассамблея разрабатывает рекомендательные и модельные документы. В том числе был написан Модельный библиотечный кодекс, который включал модельные законы «О национальной библиотеке», «О публичной библиотеке», в дальнейшем использовался странами. Межпарламентская ассамблея СНГ одобрила концепцию создания Модельного библиотечного кодекса Содружества, затем — рекомендательный акт «О единой политике в области обязательного экземпляра документов» (1995), первую часть Модельного библиотечного кодекса (1996 год), которые были внесены по инициативе БАЕ. Обновленная редакция Модельного библиотечного кодекса была принята Межпарламентской ассамблеей в 2003 году, а в 2016 году в парламенты СНГ уже была направлена следующая редакция.
Среди проектов БАЕ — «Золотая коллекция Евразии», нацеленная на создание электронной библиотеки стран СНГ.

## Организационная структура
Высшим органов БАЕ является общее собрание, избирающее президента и генерального директора. Генеральный директор осуществляет текущее руководство БАЕ, Президент осуществляет представительские и координирующие функции.
Президенты БАЕ:
2001—2003 гг. — Бердигалиева Роза Амангалиевна, генеральный директор Национальной библиотеки Республики Казахстан (1987—2003), организатор и первый генеральный директор Национальной академической библиотеки Республики Казахстан (2003—2009)
29 ноября 2007 года — 16 ноября 2011 года — Мотульский Роман Степанович, директор Национальной библиотеки Беларуси
16 ноября 2011 года — 25 ноября 2020 года — Вислый Александр Иванович (генеральный директор Российской государственной библиотеки (2009—2016); генеральный директор Российской национальной библиотеки (2016—2018); заместитель генерального директора Российской государственной библиотеки с 2018 года)
25 ноября 2020 года — 3 декабря 2021 года — Мотульский Роман Степанович, генеральный директор Национальной библиотеки Беларуси (до 1 июня 2021 года)
3 декабря 2021 года — н/в — Дуда Вадим Валерьевич, генеральный директор Российской государственной библиотеки

## Международное сотрудничество и связи с общественностью
БАЕ — член ИФЛА с 1993 г., наблюдатель Постоянной комиссии по культуре, образованию, информации и туризму Межпарламентской Ассамблеи государств — участников СНГ с 1995 г., участник программ Исполнительного комитета СНГ, Совета по культурному сотрудничеству государств — участников СНГ, Союзного государства, ЕврАзЭС, Межгосударственного фонда гуманитарного сотрудничества государств — участников СНГ, Союза молодёжи стран СНГ и др. организаций.
Официальный печатный орган — научно-практический журнал «Вестник Библиотечной Ассамблеи Евразии» — выходит 2 раза в год. Журнал сообщает о профессиональной жизни библиотечного сообщества СНГ, печатает материалы Ассамблеи, авторские статьи, официальные документы.